# Szántó Anna (kézilabdázó)
Szántó Anna (Mátészalka, 1966. november 24. –) olimpiai bronz- és világbajnoki ezüstérmes magyar kézilabdázó.

## Pályafutása
Szántó Anna 1982 és 1993 között a Debreceni VSC kézilabdázója volt, mellyel 1987-ben magyar bajnokságot nyert. 1993-ban a Győri Audi ETO KC csapatához szerződött. A magyar válogatottban 98 mérkőzésen szerepelt, tagja volt az 1995-ös vb-ezüstérmes és az atlantai olimpián bronzérmes magyar csapatnak.

## Sikerei

### Klubcsapatban
- Magyar bajnokság bajnok: 1987

### Válogatottban
- Olimpia:
  - bronzérmes: 1996
- Kézilabda-világbajnokság:
  - ezüstérmes: 1995